# 阿野全成
阿野 全成（あの ぜんじょう / -  ぜんせい）は、平安時代末期から鎌倉時代初期の僧侶で、源義朝の七男。源義経の同母兄、源頼朝の異母弟。阿野氏の祖。通称醍醐禅師、もしくはその荒くれ者ぶりから悪禅師とも呼ばれた（『平治物語』）。

## 生涯
7歳の時の平治元年（1159年）、平治の乱で父義朝が敗死したため幼くして醍醐寺にて出家させられ、隆超（または隆起）と名乗り、ほどなく全成と改名する。
治承4年（1180年）、以仁王の令旨が出されたことを知ると密かに寺を抜け出し、修行僧に扮して東国に下った（『吾妻鏡』治承4年10月1日条）。石橋山の戦いで異母兄の頼朝が敗北した直後の8月26日、佐々木定綱兄弟らと行き会い、相模国高座郡渋谷荘に匿われる。10月1日、下総国鷺沼の宿所で頼朝と対面を果たした。兄弟の中で最初の合流であり、頼朝は泣いてその志を喜んだ。
頼朝の信任を得た全成は武蔵国長尾寺（現在の川崎市多摩区の妙楽寺）を与えられ（『吾妻鏡』治承4年11月19日条）、頼朝の妻・北条政子の妹である阿波局と結婚する。阿波局は建久3年（1192年）に頼朝の次男千幡（後の実朝）の乳母となった（『吾妻鏡』建久3年8月9日条）。全成は駿河国阿野荘（現在の静岡県沼津市）を領有し鎌倉幕府の御家人として仕えたとされる。
養和元年（1181年）以降、全成は『吾妻鏡』文治元年（1185年）12月7日条と建久3年（1192年）8月9日条に所見するが、藤原公佐（全成の娘婿）や阿波局の関連で言及されているだけで、頼朝期には本人は一切登場しない。『玉葉』寿永2年（1183年）11月6日条には「能保悪禅師の家に宿すと云々。頼朝の居を去ること一町許りと云々」とあり、鎌倉に亡命してきた頼朝の妹婿一条能保の滞在先は全成の邸だったという。
正治元年（1199年）に頼朝が死去し、嫡男の頼家が鎌倉殿を継ぐと、全成は実朝を擁する舅の北条時政と結び、頼家一派と対立するようになる。建仁3年（1203年）5月19日・子の刻（午前0時頃）、先手を打った頼家は武田信光を派遣し、全成を謀反人として捕縛し御所に押し込めた。全成は5月25日に常陸国に配流され、6月23日、頼家の命を受けた八田知家によって誅殺された。享年51。
さらに7月16日には三男の播磨公頼全が京都の東山延年寺で源仲章・佐々木定綱らが遣わした在京御家人によって誅殺された。
全成の墓は沼津市の大泉寺に嫡男（四男）時元のものと並んで現存し、市の史跡に指定されている。また、誅殺された場所は栃木県芳賀郡益子町の宇都宮家の菩提寺がある集落にあるとされ、その場所（大六天の森）には従者のものと阿野全成のものとされる2つの五輪塔が遺されており、地元民によって管理されている。

## 子孫
武家としての阿野氏は時元の系統に受け継がれた。その子孫は南北朝期までは確実に存在したことが記録に残っているが、同じ河内源氏の系統に繋がる足利氏などと比べて、守護にも任命されることがない小勢力でしかなかった。頼朝（鎌倉殿）に血筋が近すぎたことが北条氏の警戒心をまねいたため冷遇されたとする推測もある。
その一方、全成の娘は藤原公佐（滋野井実国の養子、実父は藤原成親）と結婚しており、その子実直は母方の全成の家名を称し公家・阿野家（女系子孫）の祖となっている。後醍醐天皇の寵愛を受け後村上天皇を生んだ阿野廉子はその末裔である。また、幕末に活躍した玉松操もこの阿野家の末流に連なる。

## 関連作品
小説
- 「悪禅師」（永井路子著『炎環』所収） - 全成が主人公。

テレビドラマ
- 草燃える（1979年、NHK大河ドラマ） - 演：伊藤孝雄
- 鎌倉殿の13人（2022年、NHK大河ドラマ） - 演：新納慎也